# 维拉里纽-达什阿泽尼亚什
维拉里纽-达什阿泽尼亚什是葡萄牙布拉干萨区的一个堂区。总面积14.21平方公里，总人口140人，人口密度9.9人/平方公里。